# ジョン・A・マクドナルド
ジョン・アレグザンダー・マクドナルド（John Alexander Macdonald, 1815年1月11日 - 1891年6月6日）は、カナダの初代および第3代首相。所属政党は保守党 (Conservative) 。在席期間は1867年7月1日 - 1873年11月5日および1878年10月17日 - 1891年6月6日。

## 生い立ち、政治家としての初期の活動
1815年1月11日、イギリス・スコットランドのグラスゴーで生まれる。イギリスの登記所には1月10日と記録されているが、後に家族は彼の出生日を10日から11日へと訂正した。1811年10月21日にヘレンと結婚した父のヒュー・マクドナルドは商人であるが、商人としては成功しなかった。
1820年にアッパー・カナダ（現在のオンタリオ州）キングストンに移民し、その他大勢の人間たちとともに手頃な土地を探し、繁栄の約束をする。1834年に弁護士として開業する。その後すぐ連合カナダ（Province of Canada）議会に議員として選出され、1847年には当時のドレイパー（William Henry Draper）政権で歳入役（receiver-General）に任命される。1854年自由保守党設立、新政権誕生に寄与し、司法長官（Attorney-General）に任命され、しばしば首相よりもリーダーシップを発揮することも多かった。その後の選挙でケベック州のエティエン・パスカル・タッシェと共に1856年から1857年の「連合カナダ共同首相」（Joint Premier of the Province of Canada）に選出された。タッシェはその後辞職し、ジョルジュ・エティエン・カルティエに引き継がれた。このマクドナルド＝カルティエ政権は1858年の選挙で敗北し下野したが、当時のカナダ総督がカルティエを上級首相に任命したので、カルティエはマクドナルドともに共同上級首相となった。マクドナルドはカナダ内の植民地間の通信制度及び長距離鉄道の敷設に尽力した。この共同政権は1862年に再び選挙で敗北、下野し、マクドナルドは野党のリーダーとして務めた。

## 連邦の父として
この時期になるとマクドナルドは、この地域の将来に目を向けるようになる。イギリス最大の植民地の政治的なリーダーとして、その他の英領植民地との交流や連合などの力も発揮してくるようになっていた。南に国境を接するアメリカからの攻撃に備える意味もあり、西部の植民地と共に共存する政治的安定基盤を確保する必要があった。カナダ植民地の政治的不安定さを避けるため、1864年にマクドナルドの保守党とジョージ・ブラウン率いる（自由党の起源である）改革党がマクドナルドのもとに「大連合」した。マクドナルドは北米のイギリス植民地を「カナダ」に連合する働きかけを続け、1864年9月にプリンスエドワードアイランドのシャーロットタウンで東部のみで連立しようとしていた東部大西洋地域の植民地代表に提案（シャーロットタウン会議）。1864年10月にはケベック・シティにてカナダ連合への計画を採択（「ケベック会議」）。1866年までにはブランズウィック、ノバスコシアが連合に合意。ニューファンドランドとプリンスエドワードアイランドは反対したが、最終的に合意。これに基づきイギリス議会は英領北アメリカ法を制定し、連邦制をとるひとつの植民地「カナダ自治領（Dominion of Canada）」を形成することを決定した。この法律は「1867年カナダ憲法」として現在でも効力を持つ。

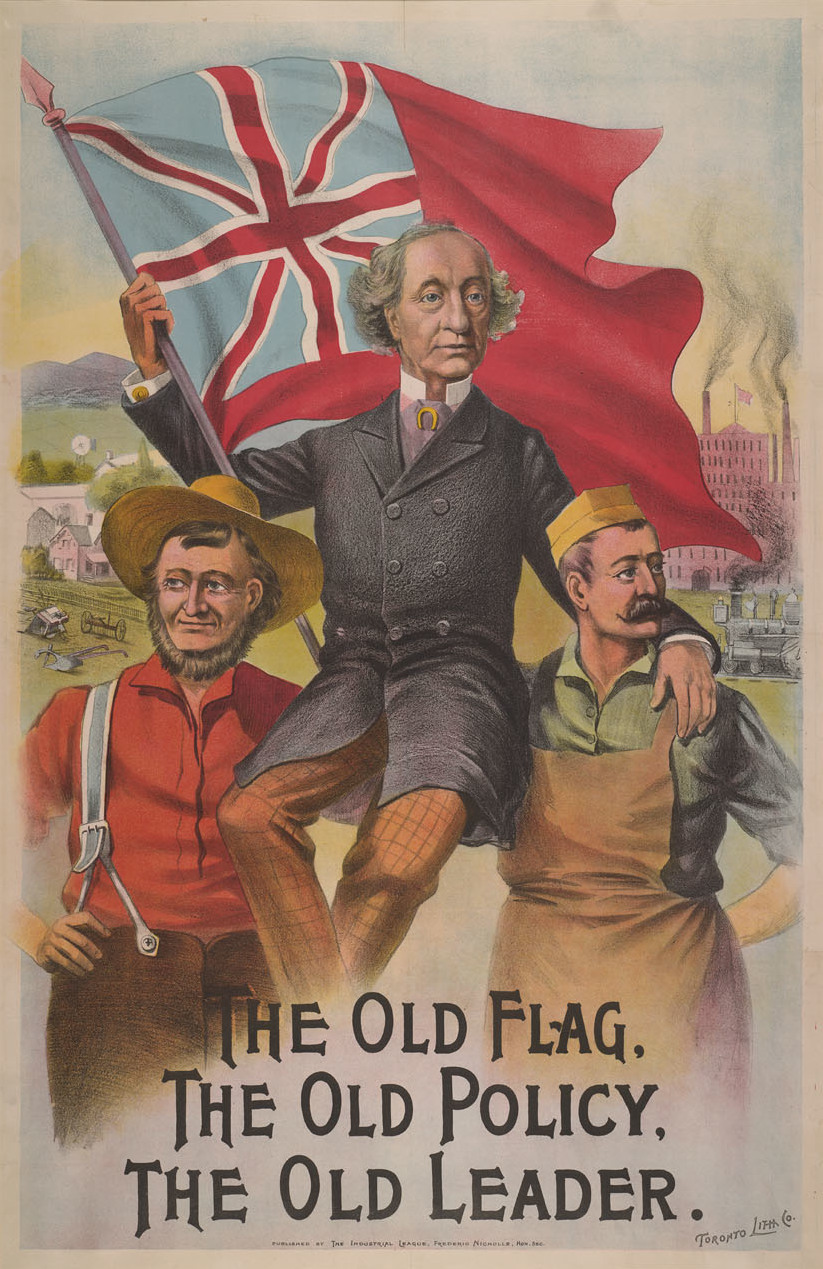
保守党の選挙ポスター

以降、マクドナルドは、連邦結成の父祖のひとりとされるようになった。
ヴィクトリア女王は連邦形成の貢献者として、自治領成立の1867年7月1日に「聖マイケル・聖ジョージ勲章」をマクドナルドに授与した。また同年8月の選挙でマクドナルド率いる保守党が政権を取り、カナダの初代首相となった。

## カナダ初代首相時代
カナダ初代首相としてのマクドナルドは、連合による国土の拡大と安定が主眼であった。マクドナルド政権下で、カナダはルパート・ランドと北西地域（North-Western Territory）をハドソン湾会社から30万ポンドで譲渡を受け、この地域をノースウェスト準州とした。また1870年にマニトバ法を制定し、マニトバ州を施行した。マクドナルドは大陸横断鉄道の敷設を約束し、1871年にブリティッシュ・コロンビアも連邦に加えた。1873年にはプリンスエドワードアイランド州も連邦に加盟する。この年マクドナルドは広大な北西地域の治安を守るため、王立カナダ騎馬警察（RCMP）を設立した（当時は北西騎馬警察：North West Mounted Policeと呼ばれていた）。
1873年には「パシフィック・スキャンダル」と呼ばれる、カナダ太平洋鉄道敷設に関する収賄の疑いをかけられ、首相を辞任した。自由党党首のアレグザンダー・マッケンジーが首相の座に就いた。マクドナルドは1878年に再び首相の座に就き、国内産業振興及び1885年に完成した大陸横断鉄道の建設に尽力する。
1891年にも再選するが、この頃より健康状態が悪化、1870年には胆石で2ヶ月入院したことに加え、極度のストレス及び疲労により1891年5月に脳卒中になった。これにより言語能力を失い、6月6日に76歳で死去。遺体はオタワの国会議事堂の上院に安置され、数十万人が訪問する国葬が行われた。オンタリオ州のキングストン郊外のカタラキ墓地に埋葬された。
マクドナルドは19年間カナダの首相の地位にあり、現在史上2番目に長い任期の首相である。また6度の多数議会を得た首相は現在マクドナルドのみである。マクドナルドは、欧州列強の2国の植民地を起源に持ち、様々な文化・民族的背景の市民からなる、世界でも類を見ない地理的規模の国を作り上げた功績で、歴史上大きく賞賛されることになった。
マクドナルドは、現在カナダドルの10ドル紙幣に印刷され、また高速道路、橋、空港、学校などが彼にちなんで名付けられている。

## カナダにおける生命保険の普及
1887年にカナダで前身となる「マニュファクチャラーズ・ライフ・インシュアランス・カンパニー」が創立。 カナダ初代首相ジョン・A・マクドナルドが約19年の初代首相を退任後、社会保障を補う目的で民間の生命保険会社の設立趣旨に賛同し同社の初代社長に就任して営業を始める。これが現在のカナダの大手金融機関マニュライフ・ファイナンシャルとなる。日本では第百生命の破たんを引き受け、マニュライフ生命保険として事業を展開している。

## 家族
1843年にイサベラ・クラーク(Isabella Clark、1809年‐1857年12月28日没、アレクサンダー・クラークの娘)と結婚して、2人の息子をもうけた。
- 長男 氏名不詳(13ヶ月で夭折)
- ヒュー・ジョン・マクドナルド（英語版）(1850年3月13日生 - 1929年3月29日没) - 政治家。マニトバ州首相を務めた。

1867年にアグネス・バーナード(Agnes Bernard、1836年8月24日生 - 1920年9月5日没、トマス・バーナードの娘)と再婚して、１女をもうけた。彼女は1891年に夫の功績から連合王国貴族としてカナダ自治領及びオンタリオ州におけるアーンズクリフのマクドナルド女男爵(Baroness Macdonald of Earnscliffe, in the Province of Ontario and Dominion of Canada)に叙せられるも、爵位は彼女の死とともに廃絶した。
- マーガレット・メアリー・セオドラ・マクドナルド(1869年 – 1933年)